# (35052) 1982 JY1
1982 JY1 (asteroide 35052) é um asteroide da cintura principal. Possui uma excentricidade de 0.07540820 e uma inclinação de 6.02774º.
Este asteroide foi descoberto no dia 15 de maio de 1982 por Palomar em Palomar.